# Флегрейские поля
Флегрейские поля (итал. Campi Flegrei, от др.-греч. φλέγω — гореть) — крупный вулканический район, расположенный к западу от Неаполя (Италия) на берегу залива Поццуоли (итал. Golfo di Pozzuoli, является частью Неаполитанского залива), ограниченного с запада мысом Мизено (итал. Capo Miseno), а с востока — мысом Посиллипо (итал. Capo Posillipo). Сюда же относится и прибрежная полоса Тирренского моря у Кум, а также острова Низида, Прочида, Вивара и Искья. В 2003 году объявлены национальным парком.
В настоящее время Флегрейские поля представляют собой кальдеру диаметром 15 км. Вулканическая кальдера расположена преимущественно под водой; состоит из 24 кратеров и вулканических поднятий. Гидротермальная активность наблюдается в районах
Lucrino, Agnano и в окрестностях города Поццуоли.
В районе вулкана Сольфатара наблюдается выход вулканических газов.
Наблюдаются явления брадисейсма — медленного поднятия и опускания почвы под действием процессов в магматической камере.

## Геология
Кальдера образовалась на месте древнего стратовулкана примерно 12 тыс. лет назад. Последующее развитие вулканизма протекало в течение трех фаз. В первую накопились серые туфы трахитового состава, широко распространенные за пределами кальдеры. Во вторую образовались желтые, так называемые «неаполитанские», туфы. В третью происходили извержения в пределах кальдеры, продолжающиеся и поныне.
На северо-западном берегу залива Поццуоли расположен кратер Аверно диаметром 3 км, в центре которого, во взрывной воронке, лежит озеро Аверно. На юго-восточный край этого кратера насажен вулканический конус Нуово (133 м), возникший в 1538 году. Севернее Аверно находится кратер Рушелло диаметром 1,5 км. К северо-востоку от него расположен сложный кратер Кварто диаметром 3-5 км. На юго-востоке находятся кратеры Пианура и Аньано диаметром 2-3 км. К западу от них расположен широкоизвестный кратер Сольфатара.
Эти кратеры лежат по краям Флегрейских полей, образуя круг диаметром 12 км. Внутри находятся относительно молодые и небольшие кратеры: Гауро, Спакката, Писани, Астрони, Чиглиани и др. Диаметры их не превышают 2 км. Вне кальдеры по северо-западным и северо-восточным разломам насажены древние небольшие кратеры. Так, на западном берегу зал. Поццуоли имеются кратеры: Капона, Порто-Мисена, Баколл, Мофета. Западнее этой линии, по разломам вдоль берега Тирренского моря, расположена цепь кратеров: Торре-Фумо, Торре-Гавата, Фузара, Кума. К этой же разломной зоне принадлежит разрушенный вулкан-остров Сан-Мартино. На восточном берегу залива протягивается цепь кратеров: Низида, Короглие, Санта-Тереза, Фуори-Гетта-Киайя.
Местность принадлежит к немногочисленным территориям, находящимся в густонаселённых районах, где магма подходит настолько близко к земной поверхности, что почва регулярно совершает медленные вертикальные перемещения — брадисейсмы. Так, в городе Поццуоли в 1970 и 1983 годах его старый центр Рионе Терре, находившийся на высоком утёсе, образованном вулканическим туфом, внезапно поднялся, а затем медленно и неравномерно стал опускаться. В результате 10 тыс. жителей были эвакуированы и не вернулись в свои дома; посещение этого района было запрещено.

## История извержений
Суперизвержение Флегрейских полей около 40 тыс. лет назад, произошедшее по геологическим меркам синхронно с извержениями вулканов Казбек на Кавказе и Святая Анна в Южных Карпатах, возможно, вызвало наступление «вулканической зимы» и стало одной из причин вымирания неандертальцев. Согласно новым данным, после извержения в Кампании 39 тысяч лет назад в атмосфере над Европой увеличилось количество серы, поглощавшей и рассеивавшей солнечный свет, в результате чего температура воздуха снизилась на 5—10° С. Извержение было двухстадийным — объём выбросов от первого извержения составил 50 км³ твёрдых частиц, выброшенных в атмосферу, а вся серия извержений дала более 500 км³ твёрдых частиц. Вулканические породы распределяются клином на северо-восток от Южной Италии до Южного Урала. Они покрыли слоем пепла более 1,1 миллиона км² — от Южной Италии до Причерноморья и Каспийского моря. Вплоть до Румынии слой пепла достигал почти метра. В тех местах, где растительность не погибла полностью от пепла, её рост был значительно угнетён. Последовавшая череда холодных лет в отсутствии даже умеренного летнего потепления привела к тому, что рост зелёной массы растений остановился, а недостаток света препятствовал фотосинтезу. Животные, которые не погибли во время выпадения пепла, покинули значительную территорию от Италии до Приуралья. Извержение на Флегрейских полях было сильнейшим в Европе за последние 200 тыс. лет.
Последнее извержение на Флегрейских полях произошло 29 сентября 1538 года. Оно продолжалось до 6 октября и привело к образованию шлакового конуса Монте-Нуово.

## Объекты туризма
Вследствие колебаний уровня почвы прибрежная часть города, названного ещё в I веке нашей эры Сенекой «городом на море», погрузилась на глубину до 10 метров и в настоящее время стала туристским объектом, осмотр которого возможен со специализированных судов, в днище которых вставлены иллюминаторы. Это — так называемые «подводные Помпеи».
В Поццуоли находится и так называемый «Храм Сераписа» (построен в I—II веках нашей эры), получивший своё имя от найденной здесь статуи эллинистического божества, но на самом деле представляющий собой городской продуктовый рынок, колонны которого изъедены морскими моллюсками.
Город Поццуоли, основанный ещё в 520 году до н. э. греческими колонистами, назвавшими его Дикеархией, что значит «справедливое правление», получил своё современное название от римлян в связи с находящимися здесь колодцами, испускавшими зловонные испарения.
Невдалеке от города находится Сольфатара (от позднеримского Sulpha Terra — серная земля) — по сути доступный для посещения вулкан, образованный несколькими фумаролами. Самая большая из них, появившаяся 4000 лет назад Бокка гранде, представляет собой источник перегретого пара с температурой 160 °C, содержащего вулканические газы с запахом сероводорода. В конце 2012 года в этом кратере началось сильное деформирование земли — учёные установили, что это один из немногих супервулканов на нашей планете.

## Мифология
Флегрейские поля (Phlegraei Campi, τά Φλεγραία πεδία, ή Φλέγρα, собств. «выжженная земля») — в древнегреческой мифологии вулканический край, где произошла гигантомахия — битва богов во главе с Зевсом, которым помогал Геракл, с гигантами. Уже Диодор не верил, что на стороне Геракла сражались боги.
По-видимому, первоначально это место помещалось древними где-то в Македонии. Страбон, однако, называл Флегрейскими полями 13-километровую кальдеру в окрестностях Кум, около Везувия. Эта равнинная местность простирается по берегу Тирренского моря от Кум до Капуи. Данная полоса неаполитанской Кампании была известна также под именем Laborinus Campus, Laborini Campi, Laboriae — быть может, в связи с чрезвычайным плодородием её почвы.